# Avventura di un dentista
Avventura di un dentista (Похождения зубного врача) è un film del 1965 diretto da Ėlem Germanovič Klimov.